# Сервицији
Сервицији (лат. servitia) су таксе које су се плаћале папи за попуњавање сваког епископског или опатског места са приходом од 100 златника. Регистри обавеза за сервиције су сачувани од 1295. године. Свота је износила једну трећину годишњег прихода и плаћала се једном годишње. Број обвезника је стално растао и од средине 14. века обухватао је готово све бенефицијуме. Папа је сервиције делио са куријалним кардиналима. Уз опроштајнице, питања сервиција и аната спадала су међу најтеже оптужбе реформиста у 16. веку против Римокатоличке цркве. 